# Fast-Kontaktmannigfaltigkeit
In der Differentialgeometrie, einem Teilgebiet der Mathematik, ist eine Fast-Kontaktmannigfaltigkeit eine {\displaystyle (2n+1)}-dimensionale Mannigfaltigkeit, deren Tangentialbündel eine Reduktion zur Strukturgruppe {\displaystyle U(n)\times \mathbb {R} } erlaubt. Zum Beispiel sind orientierte reelle Hyperflächen in komplexen Mannigfaltigkeiten Fast-Kontaktmannigfaltigkeiten. Fast-Kontaktmannigfaltigkeiten sind eine Verallgemeinerung von Kontaktmannigfaltigkeiten und wurden 1960 von Shigeo Sasaki eingeführt.

## Definitionen
Fast-Kontaktmannigfaltigkeiten sind {\displaystyle (2n+1)}-dimensionale differenzierbare Mannigfaltigkeiten {\displaystyle M}, deren Tangentialbündel eine Reduktion zur Strukturgruppe {\displaystyle U(n)\times \mathbb {R} } erlaubt. Äquivalent sind sie gegeben durch ein Hyperebenenfeld {\displaystyle Q}, eine fast-komplexe Struktur {\displaystyle J\colon Q\to Q} und ein zu {\displaystyle Q} transversales Vektorfeld {\displaystyle \xi }.
Für eine Kontaktmannigfaltigkeit mit Kontaktform {\displaystyle \alpha }, Kontaktfeld {\displaystyle Q=ker(\alpha )} und Reeb-Vektorfeld {\displaystyle \xi } ist die Einschränkung von {\displaystyle d\alpha } auf {\displaystyle Q} eine symplektische Form, durch die (mit Hilfe einer beliebigen Riemannschen Metrik) eine fast-komplexe Struktur auf {\displaystyle Q} und damit eine fast-Kontaktstruktur definiert werden kann.
Äquivalent kann man eine Fast-Kontaktstruktur auf {\displaystyle M} definieren durch ein Vektorfeld {\displaystyle \xi }, eine 1-Form {\displaystyle \eta } und eine faserweise lineare Abbildung {\displaystyle \phi \colon TM\to TM} mit den punktweisen Bedingungen {\displaystyle \eta (\xi )=1} und {\displaystyle \eta (v)\xi =\phi (\phi (v))+v} für alle {\displaystyle v\in TM}. Man definiert dann {\displaystyle Q=ker(\eta )} und {\displaystyle J=\phi \mid _{Q}}. Umgekehrt erhält man {\displaystyle \eta } und {\displaystyle \phi } zu einer Fast-Kontaktstruktur durch die Bedingungen {\displaystyle \eta (\xi )=1,\phi (\xi )=0} sowie {\displaystyle \eta (u)=0} und {\displaystyle \phi (u)=J(u)} für {\displaystyle u\in Q}.